# Hormaza
Hormaza es una localidad situada en la provincia de Burgos, comunidad autónoma de Castilla y León (España), comarca de Alfoz de Burgos, partido judicial de Burgos, ayuntamiento de Estépar.

## Situación
Wikimapia\Coordenadas: 42°19′17″ N 3°55′14″ O

## Historia
Antiguo municipio de Castilla la Vieja en el Partido de Burgos código INE-09165 que en el censo de la matrícula catastral contaba con 41 hogares y 131 vecinos. Entre el censo de 1981 y el anterior, este municipio desaparece porque se integra en el municipio 09125 Estepar, contaba entonces con 40 hogares y 175 habitantes de derecho.
Hormaza tiene un castillo en ruinas, que se dice que perteneció al conde de Orgaz.

## Demografía
| Gráfica de evolución demográfica de Hormaza entre 1842 y 1970 |
| |
| Población de derecho según los censos de población del INE Población de hecho según los censos de población del INEEntre el censo de 1981 y el anterior, este municipio desaparece porque se integra en el municipio Estepar. |

| 1842 |  | 1857 |  | 1860 |  | 1877 |  | 1887 |  | 1897 |  | 1900 |  | 1910 |  | 1920 |  | 1930 |  | 1940 |  | 1950 |  | 1960 |  | 1970 |
| ---- |  | ---- |  | ---- |  | ---- |  | ---- |  | ---- |  | ---- |  | ---- |  | ---- |  | ---- |  | ---- |  | ---- |  | ---- |  | ---- |
| 131  |  | 255  |  | 254  |  | 215  |  | 212  |  | 235  |  | 231  |  | 233  |  | 227  |  | 223  |  | 210  |  | 220  |  | 215  |  | 159  |

## Parroquia
Iglesia de San Esteban Protomártir , que es en sí misma una parroquia bajo el patrocinio de San Estéban Protomártir, y no es dependiente de la parroquia de Isar; cuya fiesta es el 3 de agosto.
La iglesia cuenta en la entrada con un arco románico de gran interés artístico, dónde están reflejadas las estaciones del año y la Santa cena.
Cuenta también con un pequeño museo que contiene un tríptico de la escuela flamenca, de gran valor y belleza; además de la cruz parroquial, y otras figuras de menor valor pero de igual de interés.

## Fiestas y costumbres
En el año de 1995 se recuperó la tradición de las procesiones de Semana Santa, abandonada desde hacía treinta años.
La fiesta patronal es el primer domingo de octubre, titulada 'Fiesta del Rosario'; donde se saca la imagen de la virgen y se bailan jotas en su honor.